# Stazione di Dongio
La stazione di Dongio è stata una stazione ferroviaria della ferrovia Biasca-Acquarossa, chiusa il 29 settembre 1973. Era a servizio del comune di Dongio.

## Strutture e impianti
Era costituita da un piccolo fabbricato viaggiatori e due binari. Ad oggi rimangono poche tracce, i binari sono stati smantellati, la stazione è stata demolita e al suo posto è stato costruito un parco giochi.